# Gefahrenzonenplan der Wildbach- und Lawinenverbauung
Der Gefahrenzonenplan des Forsttechnischen Dienstes für Wildbach- und Lawinenverbauung (GZP) ist die Erfassung der Wildbach- und Lawinenrisiken der Wildbach- und Lawinenverbauung (WLV) in Österreich. Sie beruht auf Erstellung von Gefahrenkarten und Gefahrenzonenplänen.

## Gesetzliche Grundlagen
Die gesetzliche Grundlage der Gefahrenzonenplanung auf Bundesebene bildet das Forstgesetz (ForstG), in dem in Abschnitt II (Forstliche Raumplanung) die Gefahrenzonenplanung grundsätzlich geregelt wird. Mit deren Durchführung wird das heutige Bundesministerium für Landwirtschaft, Regionen und Tourismus (BMLRT) beauftragt, das hierzu die Organe der Dienststellen der Wildbach- und Lawinenverbauung heranzieht (§ 11 Abs 1). In § 8 wird der Gefahrenzonenplan als forstlicher Raumplan, in § 11 der Verfahrensablauf der Erstellung sowie die Beteiligung der Kommunen und der Bevölkerung definiert. Nähere Bestimmungen über Inhalt, Form und Ausgestaltung sind in der Gefahrenzonenplanverordnung enthalten. Hierin ist vor allem festgelegt, für welche Raumeinheiten Gefahrenzonenpläne zu erstellen sind, und welchen Inhalt der kartographische sowie der textliche Teil aufweisen soll. Gefahrenzonenpläne stellen demnach die Grundlage für
(1) die Projektierung und Durchführung von Maßnahmen der WLV sowie für die Reihung dieser Maßnahmen entsprechend ihrer Dringlichkeit und
(2) für Planungen im Bereich der Raumordnung, des Bauwesens und des Sicherheitswesens
dar.
Generelles Ziel der Gefahrenzonenplanung ist somit die Darstellung von Bereichen, die durch Wildbäche und Lawinen gefährdet sind, des Grades der Gefährdung sowie der für Schutzmaßnahmen zu reservierenden Flächen.
Auf Landesebene lassen sich Rechtsgrundlagen für die Gefahrenzonenplanung in verschiedenen Landesgesetzen aller Bundesländer mit Ausnahme Wiens finden. Der Gefahrenzonenplan bezieht sich in der Regel auf ein Gemeindegebiet. Abweichend davon können Gefahrenzonenpläne auch für Teilgebiete einer Gemeinde erstellt werden, wenn dies wegen der Größe des Gebiets zweckmäßig erscheint, oder wenn die WLV einen Gefahrenzonenplan als Grundlage für die Projektierung von Verbauungsmaßnahmen benötigt. Die im Gefahrenzonenplan enthaltenen Karten werden teilweise, wie die Gefahrenkarte, für das gesamte Plangebiet und teilweise, wie die Gefahrenzonenkarte, nur für den raumrelevanten Bereich, also im Speziellen den Siedlungsraum an Wasserläufen, -flächen und die diesen betreffenden Einzugsgebiete. erstellt. Durch Vorprüfung der Gefahrenzonenpläne durch das BMLFUW soll die Vergleichbarkeit der Planentwürfe im Genehmigungsverfahren gewährleistet werden.

## Aufbau
Den Wildbach- und Lawinenkataster (WLK), das Gesamtverzeichnis aller Lawinenstriche und -einzugsgebiete und alle Wildgewässer Österreichs einschließlich der Schutzbauwerke, das zentrale Geschäftsfeld der WLV, gibt es seit deren Gründung im Jahr 1884. Die Umsetzung dieses Verzeichnisses hinsichtlich der Risikobeurteilung wurde besonders nach 1975 erstellt.

### Gefahrenkarte
Die Gefahrenkarte gibt einen Überblick über das gesamte Plangebiet und stellt alle Einzugsgebiete von Wildbächen und Lawinen, die Auswirkungen auf den raumrelevanten Bereich haben können, mit Namen und Nummerierung dar. Wenn innerhalb der Einzugsgebiete auf die jeweiligen Gefahrenursachen aufmerksam gemacht wird, sind vorgegebene Planzeichen zu verwenden. Hierbei handelt es sich um Signaturen für Massenbewegungen, mit denen einerseits geomorphologische Phänomene (z. B. Rutschbereiche), andererseits Prozesse (z. B. Sturzprozesse) dargestellt werden. Die Gefahrenkarte wird im Maßstab 1:50.000 oder 1:25.000 erstellt.

### Gefahrenzonenplan
Der Gefahrenzonenplan ist ein flächenhaftes Gutachten mit „Darstellung und Bewertung von Naturgefahren gemäß geltender Rechtslage, insbesondere des Forstgesetzes 1975 idgF.“
Er hat die Fläche innerhalb des für die Feststellung raumrelevanten Bereiches zum Inhalt Flächig dargestellt werden rote und gelbe Gefahrenzonen sowie Vorbehalts- und Hinweisbereiche. Innerhalb der ausgewiesenen Gefahrenzonen werden die unterschiedlichen Gefahrenarten durch Buchstabenkombinationen dargestellt und farblich gekennzeichnet. Die Zonierung ist in der Gefahrenzonenplanverordnung spezifiziert, wobei, wenn vorhanden, rot und gelb dargestellte Gefahrenzonen sowie blaue Vorbehaltsbereiche immer ausgewiesen werden müssen, während die Abgrenzung brauner und violetter Hinweisbereiche optional ist. Die Grenzziehung der Zonen erfolgt dabei nach rein fachlichen Kriterien ohne Rücksicht auf Parzellengrenzen.
- Die rote Gefahrenzone umfasst jene Flächen, die durch Wildbäche oder Lawinen derart gefährdet sind, dass ihre ständige Benützung für Siedlungs- und Verkehrszwecke wegen der voraussichtlichen Schadenswirkungen des Bemessungsereignisses oder der Häufigkeit der Gefährdung nicht oder nur mit unverhältnismäßig hohem Aufwand möglich ist.
- Die gelbe Zone umschließt Flächen, deren ständige Benützung für Siedlungs- oder Verkehrszwecke infolge dieser Gefährdung beeinträchtigt ist.
- Als blaue Vorbehaltsbereiche werden jene Flächen kartiert, die
- :(1) für die Durchführung technischer oder forstlich-biologischer Maßnahmen durch Dienststellen der WLV sowie für die Aufrechterhaltung der Funktionen dieser Maßnahmen benötigt werden oder
- :(2) zur Sicherstellung einer Schutzfunktion oder eines Verbauungserfolges einer besonderen Art der Bewirtschaftung bedürfen.
- Braune Hinweisbereiche zeigen Flächen, die aufgrund von Erhebungen vermutlich anderen als von Wildbächen und Lawinen hervorgerufenen Naturgefahren, wie Steinschlag oder nicht im Zusammenhang mit Wildbächen oder Lawinen stehenden Rutschungen, ausgesetzt sind.
- Violette Hinweisbereiche sind Flächen, deren Schutzfunktion von der Erhaltung der Beschaffenheit des Bodens oder Geländes abhängt.

Grundlage für die Ausweisung der roten und gelben Gefahrenzone ist das Bemessungsereignis, das ungefähr einer 150-jährlichen Wiederkehrwahrscheinlichkeit entspricht. Die Gefahrenzonen stellen eine gutachterliche Feststellung der Summenlinie aller Möglichkeiten im Falle eines Bemessungsereignisses dar und können als qualifizierte Gutachten mit Prognosecharakter gewertet werden. 

### Textteil
Der Textteil ergänzt und erläutert den Kartenteil des Gefahrenzonenplans und sichert somit die Nachvollziehbarkeit der Aussagen der Karten. Dementsprechend sind eine Beschreibung der verwendeten Plangrundlagen, eine Begründung der Bewertung und Darstellung der Gefahrenzonen sowie Hinweise für Raumplanung, Bau- und Sicherheitswesen enthalten. Bei den verwendeten Plangrundlagen werden alle Dokumente in Form von Karten, Luftbildern, Literaturstellen und Gutachten aufgelistet, die für das jeweilige Plangebiet vorliegen und in die Erstellung des Gefahrenzonenplans eingeflossen sind. Dazu zählt auch eine Zusammenstellung aller Einzugsgebiete von Wildbächen und Lawinen, die den raumrelevanten Bereich betreffen, sowie relevante Einzugsgebietsparameter, wie Fläche, Abfluss
sowie die potentielle Geschiebefracht während eines Bemessungsereignisses.
Die Beschreibung ist für jedes Einzugsgebiet mittels entsprechender Formblätter standardisiert. Daneben sind Begehungsprotokolle in den Textteil integriert, die für jedes Einzugsgebiet angefertigt werden. Hierin werden alle Beobachtungen zusammengefasst, die für die Beurteilung der einzelnen Wildbäche und Lawinen von Bedeutung sind, wie auffällige Geschiebeherde oder mögliche Ausbruchsstellen eines Gerinnes. Eine Beschreibung und Begründung der Darstellung der Gefahrenzonen und Vorbehaltsbereiche sowie Hinweise für Raumplanung, Bau- und Sicherheitswesen ergänzen den Textteil. Hier werden Vorschläge gemacht, wie die Aussagen des Gefahrenzonenplans in die Prozesse der örtlichen Raumplanung miteinbezogen werden sollen. Daneben werden mögliche Bauauflagen für die gelbe Zone formuliert.

## Rechtliche Relevanz
Die Berücksichtigung der Gefahrenzonenpläne durch Private und Gemeinden kann rechtlich nicht erzwungen werden. Aus diesem Grund wurde vom Vorläufer des heutigen BMLFUW das Instrumentarium der Hinderungsgründe geschaffen, wonach die Nichtbeachtung der Gefahrenzonenpläne die Zuteilung von staatlichen Fördermitteln für Schutzmaßnahmen gegen Wildbach- und Lawinengefahren, die an sich eine freiwillige Leistung des Bundes darstellen, verhindern kann. Auch die jeweiligen Landesregierungen können aber auf Grund der Gutachten besondere Bebauungsvorschriften erlassen. So ist in Niederösterreich ein Bebauen der Roten Zone untersagt und Flächen, bei denen das Gefährdungspotential nicht beseitigt werden kann, müssen rückgewidmet werden.

## Erstellungsverfahren
Nach Eingang des Auftrages für einen Gefahrenzonenplan für eine Gemeinde durch die zuständige Sektionsleitung der WLV bestimmt der jeweilige Planverfassende in Absprache mit dem Bürgermeister zunächst den raumrelevanten Bereich, für den die Gefahrenzonenplanung erstellt wird. Bei der anschließenden Erstellung der Gefahrenkarte wird unter Zuhilfenahme von Luftbildauswertungen und anderen Grundlagendaten sowie des Ereigniskatasters ein Überblick über die Gefährdungssituation gegeben. Diese rückwärts gerichtete Indikation wird durch einen aktuellen Überblick im Rahmen einer systematischen Begehung der einzelnen Einzugsgebiete aktualisiert.
Unter Berücksichtigung aller zur Verfügung stehenden Quellen und der Erkenntnisse aus der Geländebegehung wird ein Entwurf des Gefahrenzonenplans erstellt. Die Abgrenzung der einzelnen Gefahrenzonen erfolgt über die Ermittlung der Wirkungsbereiche von Prozessen im Raum auf Basis der Bemessungsereignisse definierter Jährlichkeit. Hierzu werden vor allem aufgrund von Ereignissen bekannten Ausmaßes in der Vergangenheit – und in der Regel auch Berechnungen und Prozessmodellierungen – Analogien zu potentiellen Ereignissen in ähnlichen topographischen Situationen hergestellt. Alle Arbeitsschritte erfolgen dabei aufgrund des aktuellen Standes wissenschaftlicher Erkenntnisse. Erprobte methodische Weiterentwicklungen werden in die Praxis der Gefahrenzonenplanung übernommen.
Das nach Abschluss des Gefahrenzonenplan-Entwurfes folgende Genehmigungsverfahren ergibt sich aus § 11 ForstG. Demzufolge ist der Entwurf des Gefahrenzonenplanes dem zuständigen Bürgermeister bzw. der zuständigen Bürgermeisterin zu übermitteln und von diesem vier Wochen in der Gemeinde zur allgemeinen Einsicht aufzulegen. Die Auflegung ist öffentlich kundzumachen. Jede Person, die ein berechtigtes Interesse glaubhaft machen kann, ist berechtigt, innerhalb der Auflegungsfrist zum Entwurf des Gefahrenzonenplanes schriftlich Stellung zu nehmen.
Danach ist der Entwurf des Gefahrenzonenplanes durch eine Kommission auf seine fachliche Richtigkeit zu überprüfen und, wenn dies nötig erscheint, abzuändern. 
Die Kommission besteht aus einem Vertreter des Bundesministers für Landwirtschaft, Regionen und Tourismus als Vorsitzendem sowie je einem Vertreter der zuständigen Dienststelle der WLV, des Landes und der Gemeinde. Da diese kommissionelle Überprüfung die letzte fachliche Stufe im Erstellungs- und Genehmigungsverfahren darstellt, kommt ihr eine Schlüsselrolle bei der Erstellung des Gefahrenzonenplans zu. Die fachliche Entscheidung der Kommission entspricht der endgültigen Festlegung der Zonierung. Der Bundesminister hat den von der Kommission geprüften Entwurf des Gefahrenzonenplanes zu genehmigen; die zuständigen Dienststellen der WLV haben den genehmigten Gefahrenzonenplan zur Einsicht- und Abschriftnahme aufzulegen. Je ein Gleichstück ist den betroffenen Gebietskörperschaften und Bezirksverwaltungsbehörden zur Verfügung zu stellen. Sämtliche Prüf- und Genehmigungsschritte sind in Form detaillierter Niederschriften im Textteil des Gefahrenzonenplans enthalten.
Dieses standardisierte Verfahren der offiziellen Ausweisung von Gefahrenzonen wird inzwischen über 30 Jahre erfolgreich praktiziert und hat ohne Zweifel dazu geführt, dass in Österreich der alpine Lebensraum einen hohen Sicherheitsstandard aufweist.

### Digitalisierung
Seit den 2000er Jahren wird der Gefahrenzonenplan auch digitalisiert, und als Geoinformationssystem und Web-GIS implementiert, und mit anderen Geoinformationsdaten vernetzt.

## Zugänglichkeit
Der Gefahrenzonenplan liegt bei jeder Gemeinde, der Bezirkshauptmannschaft und der Gebietsbauleitung der Wildbach- und Lawinenverbauung auf.
Online ist der gesamte Plan auch für den Bürger über den Umweltgefahrendienst HORA (hora.gv.at) des Lebensministeriums zugänglich, wo er in die Hochwasserrisikozonierung Austria (HORA) integriert ist.
Außerdem ist der Plan auch teilweise auf den GIS-Servern der Länder (Portal: Geoland) verfügbar.